# Mensing’scher Prachtbauernhof

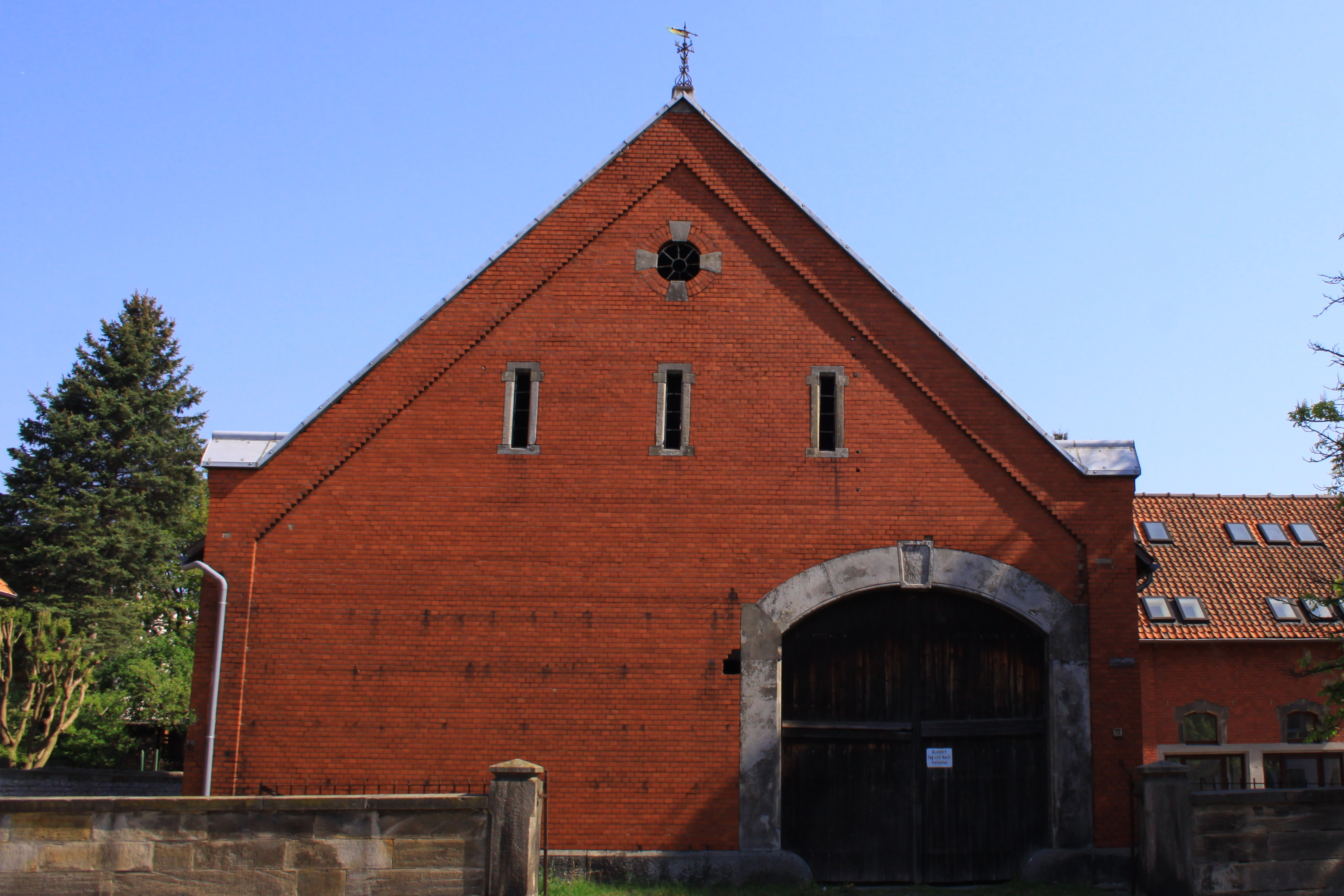
Mensing’sche Scheune

Der Mensing’sche Prachtbauernhof ist ein Baudenkmal in der Ortschaft Bredenbeck der Gemeinde Wennigsen (Deister). Es liegt an der Wennigser Straße.

## Geschichte
Das Gebäudeensemble wurde im Jahre 1898 am damaligen Ortsrand von dem aus Degersen stammenden Unternehmer Christian Mensing († 1917) fertiggestellt. Es besteht aus einem Wohnhaus (Hausnummer 17) mit dazugehöriger Einfriedung und einer Längsscheune aus Ziegeln (Hausnummer 15). Das Anwesen steht mittlerweile im Dorfkern und gilt als Ortsbild prägend. Unmittelbar südwestlich des Hofes liegt der Lindenplatz, der vom hannoverschen Hofbaumeister Laves gestaltet wurde und ebenfalls unter Denkmalschutz steht.
Mensing hatte in Bredenbeck Gelände zur Anlage von Steinbrüchen von den Freiherren Knigge erworben. Die Nachfrage nach Deistersandstein in der Gründerzeit ließen den Betrieb schnell wachsen. Unter anderem belieferte er die Baustelle des Neuen Rathauses in Hannover. Aus den Gewinnen kaufte Mensing den Freiherren Knigge zwei Morgen Land am Lindenplatz ab, um sein Anwesen zu errichten. Der Bau wurde der erste, durchaus protzige Gründerzeitbau Bredenbecks. Die Ortsansässigen pflegten zu sagen: As Krischan in't Derp kamm, da harre jo nix, aber niu stellt hei ok wat vor. [zit. in Gewecke, s. u., S. 219] Zu nennen sind hierbei insbesondere die wuchtigen Sandsteineinfassungen der Tore und Fenster. Freitreppe – größer als die des Gutshofes Knigge –, Beletage mit Balkon und der mehr als großzügig angelegte herrschaftliche Garten zeugen ebenfalls vom unternehmerischen Erfolg des Erbauers.
Nach dem Tod Mensings wurden die Steinbrüche aufgelöst. Das Anwesen befindet sich nach wie vor im Besitz der Nachfahren. Das Wohnhaus dient weiterhin der Wohnnutzung, die Längsscheune dient Lagerzwecken. Seit Mitte der 1990er Jahre wird der Trakt zwischen Wohnhaus und Längsscheune gewerblich genutzt. Im Jahr 2011 ist dort eine Ergotherapie-Praxis eingezogen. Im Sommer 2016 wurde der Mitteltrakt umgebaut und ein ortsansässiger Pflegedienst zog neben der Ergotherapie-Praxis in die leer stehenden Räume. 
Südlich des Ensembles liegt eine Obstwiese, auf der Laves die Errichtung eines kombinierten Schul- und Gotteshauses plante. Über dem Eingang sollte sich ein 29 Meter hoher Turm erheben. Das Projekt wurde jedoch nicht verwirklicht. Im Zuge der Aktion Gartenregion Hannover ist auf der Wiese eine Planskizze dargestellt worden.
Am 22. Dezember 2016 kaufte der gemeinnützige Dorfgemeinschaftsverein Bredenbeck die Scheune, um darin ein integratives Dorfgemeinschaftshaus zu bauen. Mit dem für den ländlichen Raum entwickelten Ansatz, neue Formen der sozialen Daseinsvorsorge zu schaffen und dabei den Erhalt zentralörtlicher und historischer Bausubstanz zu konservieren, konnten viele Partner für das Projekt gewonnen werden. Alle 15 Bredenbecker Vereine, die Gemeinde Wennigsen (Deister), die Johanniter Unfallhilfe, die Volkshochschule Calenberger Land und weitere Partner möchten ein Haus schaffen, das zur Belebung des Ortes führt und sozio-demographische sowie strukturelle Missstände mit dem Ansatz eines integrativen Hauses mit Quartiersmanagement abbaut. Das Haus steht nach Fertigstellung (geplant Mitte 2018) allen Bürgerinnen und Bürgern, Vereinen und Initiativen für ein reichhaltiges Kultur-, Sport- und Bildungsangebot zur Verfügung. Das Investitionsvolumen für den Verein beträgt rund 1,2 Mio. Euro.